# Баррі Пінчес
Ба́ррі Пі́нчес (англ. Barry Pinches; нар.13 липня 1970, Норідж, Англія) —  англійський професіональний гравець в снукер.

## Кар'єра
У 1988 році Баррі Пінчес став фіналістом  аматорського чемпіонату світу та  чемпіоном Англії серед любителів. Завдяки цим досягненням він отримав статус професіонала і потрапив до мейн-туру у 1989.
Пінчес грав у двох чвертьфіналах рейтингових турнірів: чемпіонат Великої Британії 2003 та  Гран-прі 2005. Крім того, у  2004 він досяг 1/8 фіналу  чемпіонату світу, і в матчі проти  Стівена Хендрі мав хороший шанс пройти до наступного раунду: вів у рахунку 11:9, але програв у підсумку з рахунком 12:13.
У червні 2010 року, на 1-му етапі міні-рейтингової серії  Players Tour Championship Пінчес зробив свій сотий  сенчурі-брейк, що дозволило йому увійти в елітний  список гравців, що зробили за кар'єру 100 і більше сенчурі. На 4-му етапі серії Пінчес здобув свою першу рейтингову перемогу.
Пінчес носить властиві лише йому ігрові жилети з поєднанням яскраво-зеленого і жовтого — клубних кольорів футбольної команди «Норвіч Сіті», уболівальником якої він є.

## Досягнення

### Рейтингові турніри
- Players Tour Championship 2010/2011 — Етап 4 (міні-рейтинговий)

### Нерейтингові турніри
- Paul Hunter Classic — 2007